# June Whitfield
June Rosemary Whitfield, född 11 november 1925 i Streatham, Greater London, död 28 december 2018 i London var en brittisk skådespelerska.

## Rollista i urval
- 1957 – Hancock's Half Hour (TV-serie)
- 1959 – Nu tar vi tempen
- 1961–1968 – The Benny Hill Show (TV-serie)
- 1964 – Steptoe and Son (TV-serie)
- 1966 – Spionen med den kalla nosen
- 1972 – Välsignat hus
- 1973 – Kom igen tjejer
- 1979 – Landet Narnia (TV-film)
- 1992 – Kom igen Columbus
- 1992 – Beatrix Potters underbara sagovärld (TV-serie)
- 1992–2016 – Helt hysteriskt (TV-serie)
- 1996 – Jude
- 1997 – Mordet, huset och arvet (TV-film)
- 2005–2010 – Last of the Summer Wine (TV-serie)
- 2005, 2014 – Morden i Midsomer (TV-serie)
- 2015–2016 – Eastenders (TV-serie)